# Belgian Amateur Karate Federation
Belgian Amateur Karate Federation (BAKF) beter bekend onder de naam Japan Karate Association Belgium (JKA-Belgium) is de organisatie die JKA-Vlaanderen en JKA francophone de Belgique overkoepelt. Als sportfederatie streeft de JKA-Belgium in de eerste plaats de ontwikkeling van shotokan-karate volgens de regels van de Japan Karate Association als sport na. Daarnaast organiseren ze jaarlijks het Belgisch kampioenschap JKA Karate. Bovendien worden internationale kampioenschappen en andere wedstrijden niet in clubverband afgewerkt, maar door leden van de nationale selectie van JKA-Belgium.
De JKA-Belgium organiseerde in totaal 3 keer de Europese kampioenschappen karate (JKA). De laatste keer vond plaats in Gent, in 2024.

## Voorzitter
De huidige voorzitter van de JKA-Belgium is sinds 17 juni 2022 Andy Willaert. Hij volgde Phillipe Wattieaux op die eerder dat jaar overleed. 

## Hoofdinstructeur
De technisch directeur en hoofdinstructeur van JKA-Belgium is sinds het overlijden van Satoshi Miyazaki in 1993 Sergio Gneo sensei, 8ste dan JKA. Hij wordt in deze taak bijgestaan door de Japanner Kazuhiro Sawada sensei, 8ste Dan JKA en nationaal instructeur.

## Nationale selectie JKA
De manager en coach van de nationale ploeg bepalen de selecties en tactiek voor alle wereldkampioenschappen, Europese kampioenschappen en andere internationale wedstrijden waar Belgische karateka's van JKA-Belgium aan meedoen. Kristof Vermeulen is manager van de nationale selectie en Arnaud Vicaire is hoofdtrainer.